# Ресава
Вижте пояснителната страница за други значения на Ресава.
Ресава е река в Източна Сърбия, най-големия десен приток на Велика Морава. Дължината ѝ е 65 km, а региона по реката е известен като Ресавски. Водосборния басейн на реката е 685 km ². Ресава е неплавателна река. В исторически план, Ресавския регион и реката се свързват с Ресавската книжовна школа, известна също и като Моравска школа.
По поречието на реката района носи същото име.
Ресава извира от планината Хомолие в района на Майданпек на височина 1100 m. Протича в западна посока между планните Беланица от север и Кучево от юг. В горното си течение Ресава приема един по-голям ляв приток – Клочаница, като региона в тази ѝ част е известен с многото си пещери – Ресавска пещера, Соколица, Кристална пещера и др.
Ресава е издълбала красиво дефиле с дължина 25 km и дълбочина 400 m, след което излиза в долноморавската котловина при Свилайнац. Реката образува в района на каньона и водопад с височина 25 m.
В долното течение си течение терена по реката е хълмист и преминава между височините Пастрок и Мащеха. Най-големия приток на Ресава е Ресавица, който се влива в реката при Дворище, в непосредствена близост до манастира Манасия. Деспотовац е град на Ресава, който е получил името си по деспотската титла на Стефан Лазаревич и Георги Бранкович.